# Nobuyuki Satō (Leichtathlet)
Nobuyuki Satō (jap. 佐藤信之, Satō Nobuyuki; * 8. August 1972 in Kariya, Präfektur Aichi) ist ein ehemaliger japanischer Langstreckenläufer, der sich auf den Marathonlauf spezialisiert hatte.
Sein Debüt über die Marathondistanz gab er 1996 beim Fukuoka-Marathon, den er in 2:17:48 h auf dem 16. Platz beendete. Im folgenden Jahr verbesserte er sich als Sechster des Biwa-See-Marathons auf 2:12:28 h. 1998 erzielte als Zweiter des Fukuoka-Marathons mit einer Zeit von 2:08:48 h seine Karrierebestleistung.
Den größten Erfolg seiner Karriere errang er bei den Leichtathletik-Weltmeisterschaften 1999 in Sevilla mit dem Gewinn der Bronzemedaille in 2:14:07 h. In seiner typisch angriffslustigen Art löste sich Satō nach 25 Kilometern vom Hauptfeld und übernahm die Führung in dem Rennen. Wenige Kilometer vor dem Ziel wurde er jedoch noch von Weltmeister Abel Antón und von Vincenzo Modica überholt.
Aufgrund seiner Leistung bei den Weltmeisterschaften wurde Satō vom japanischen Verband für die Olympischen Spiele 2000 in Sydney nominiert. Dort konnte er jedoch mit dem 41. Platz in 2:20:52 h die Erwartungen nicht erfüllen.
Im Jahr darauf wurde er Vierter beim Peking-Marathon in 2:10:32 h.
Nobuyaki Satō hatte bei einer Körpergröße von 1,75 m ein Wettkampfgewicht von 57 kg. Er wirkt derzeit als Trainer beim Firmenteam von Toyota Bokoshi.

## Bestleistungen
- 10.000 m: 28:15,24 min, 3. Mai 2003, Shizuoka
- Marathon: 2:08:48 h, 6. Dezember 1998, Fukuoka